# 1371

## Esdeveniments
- Primera referència als naips en el llibre de concordances de Jaume March[1]
- Robert II esdevé rei d'Escòcia, el primer de la dinastia Estuard, a la mort del seu oncle David II d'Escòcia.

## Naixements
- 28 de maig, Joan I de Borgonya, a Dijon
- 30 de desembre, Basili I de Moscou, a Moscou

## Necrològiques
- 22 de febrer, castell d'Edimburg: David II d'Escòcia
- 4 de març, Brie-Comte-Robert: Joana d'Evreux
- 20 de setembre, Barcelona: Ramon de Tàrrega, jueu convers targarí, frare dominic i teòleg acusat d'heretgia.